# Prosenjakovci
Prosenjakovci este o localitate din comuna Moravske Toplice, Slovenia, cu o populație de 187 de locuitori.